# هیروتارو هوندا
هیروتارو هوندا (انگلیسی: Hirotarō Honda; ۸ فوریهٔ ۱۹۵۱ – ) بازیگر، شیوه روایت اهل ژاپن بود.
از فیلم‌ها یا برنامه‌های تلویزیونی که وی در آن نقش داشته‌است می‌توان به من این کار را نکردم اشاره کرد.